# Artisanat en France

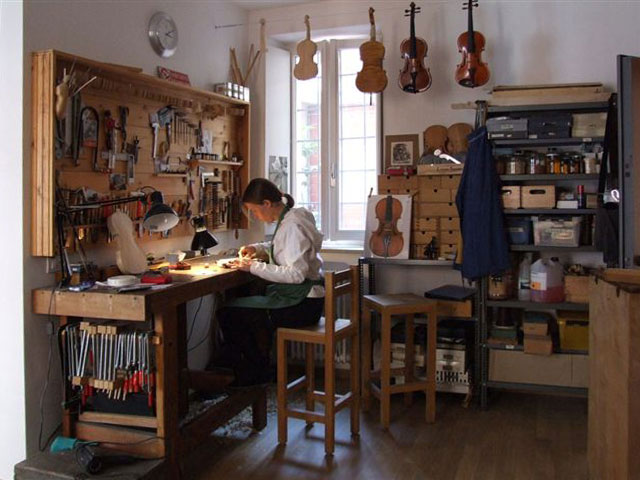
Atelier d'un artisan luthier

L'artisanat en France rassemble les pratiques traditionnelles et le savoir-faire inhérent à l'exercice d'un métier. Ferronniers d'art, fondeurs, imprimeurs, carreleurs, marqueteurs, tailleurs de pierre, mosaïstes, restaurateurs d'objets et luthiers côtoient d'autres métiers ayant trait à l'art et l'architecture.
Les artisans sont inscrits au répertoire des métiers géré par les chambres de métiers et de l'artisanat. Il existe une liste des métiers relevant de l'artisanat définie par décret. Il ne peut pas employer plus de 10 salariés. Selon la loi du 5 juillet 1996, doivent être immatriculées au répertoire des métiers les personnes qui n'emploient pas plus de dix salariés et qui exercent une activité professionnelle indépendante de production, de transformation, de réparation ou de prestation de services. La liste des métiers que l’on peut exercer en tant qu’artisan est longue de plus de 250 métiers.

## Histoire
À l'époque gallo-romaine, il apparait que les artisans étaient « protégés » par les patrons gallo-romains (le patron chez les Romains - ce mot a entièrement changé de sens aujourd'hui - était le maître à l'égard de l'affranchi et son protecteur. II en était de même en Gaule).
Sous les Mérovingiens, les artisans des villes étaient très probablement soumis aux seigneurs qui s’étaient arrogé le droit de leur nommer des maîtres (à Strasbourg, c'était le comte du Palais épiscopal, délègue par l'évêque, qui était le maître des métiers). Ce droit sera considéré plus tard comme une propriété transmissible. Louis VII accorde, en 1160, un droit de maîtrise à une veuve avec transmission à ses héritiers, sur les ouvriers travaillant le cuir[réf. souhaitée].
Les règlements des divers corps de métiers existaient certainement avant Louis IX qui ne fit que les faire rassembler et réviser ; ils remontaient, sans doute, aux époques les plus lointaines. Mais ils n’étaient point officiellement adoptés, le serf n’étant devenu que depuis peu l’artisan travaillant enfin pour lui-même et les besoins de sa famille.
Au XIXe siècle, les artisans passaient l'essentiel de leur temps non à travailler mais à chercher du travail. Le terme est apparu dans le vocabulaire français dans les années 1920. On parle aussi depuis la réforme de 1962 de secteurs des métiers.
De nos jours, l'essor des nouvelles technologies impacte fortement les pratiques artisanales à travers la création d'objets uniques et innovants qui mettent en lumière les pratiques traditionnelles couplées aux pratiques modernes de design numérique,.

## Titres d'artisan

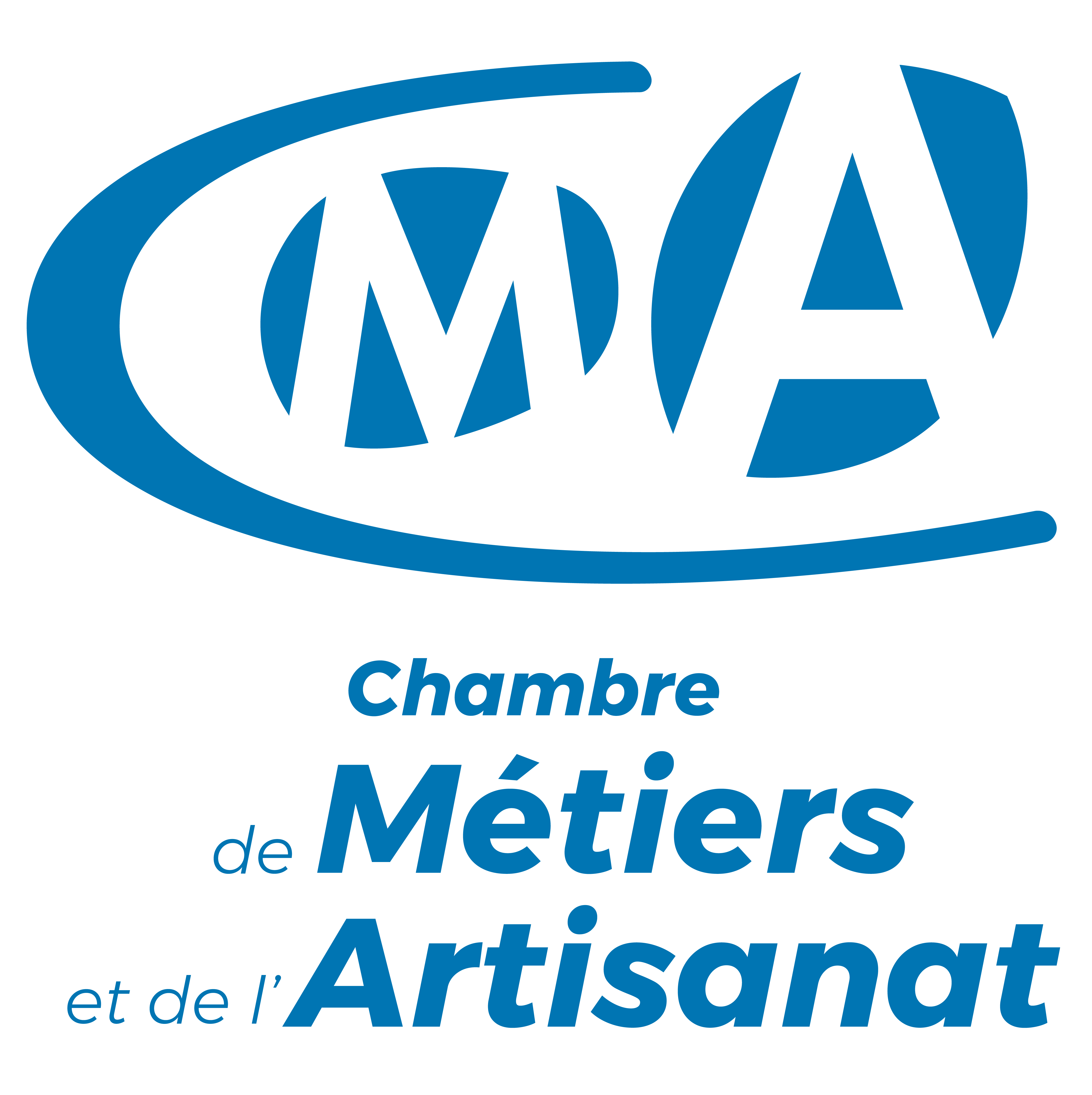
Logo des Chambres de métiers et de l'artisanat.

Il est possible d'être inscrit au répertoire des métiers, et pour autant ne pas détenir la qualité d’ « artisan » ou de « maître artisan ». En effet, être inscrit au répertoire des métiers ne confère pas automatiquement l'accès à ce label de qualification. Les deux titres, « artisan » et « maître artisan », soulignent la qualification d’un professionnel de l’artisanat. Pour obtenir le titre d’artisan, le chef d’une entreprise artisanale doit être titulaire d’un diplôme de niveau 3 dans le métier exercé ou avoir une expérience professionnelle de trois années dans ce métier.
Seuls ceux qui possèdent ces titres peuvent librement les utiliser en publicité (papier entête, affiche, publicité, vitrine, etc.). Ainsi nul ne peut se prévaloir de la qualité d’artisan, d’artisan d’art, de maître artisan ou de maître artisan en métiers d’art sans avoir satisfait aux obligations prévues par la loi, les contrevenants s’exposant à des peines d’amendes comme le prévoit la Loi n°96-603 du 5 juillet 1996 relative au développement et à la promotion du commerce et de l'artisanat disposant que « Seuls des artisans, des artisans d’art, des maîtres artisans ou des personnes inscrites au registre du commerce et des sociétés dont le dirigeant social a la qualité d’artisan ou d’artisan d’art pour l’activité en cause peuvent utiliser le mot « artisan » et ses dérivés pour l’appellation, l’enseigne, la promotion et la publicité de l’entreprise, du produit ou de la prestation de service (Article 21-III de la loi du 5 juillet 1996). L’article 24-I de la loi du 5 juillet 1996 punit d’une amende de 7 500 euros le fait de faire usage du mot « artisan » ou de l’un de ses dérivés pour l’appellation, l’enseigne, la promotion ou la publicité de l’entreprise, du produit ou de la prestation de service sans détenir la qualité d’artisan. »

### Artisan et Artisan d'art

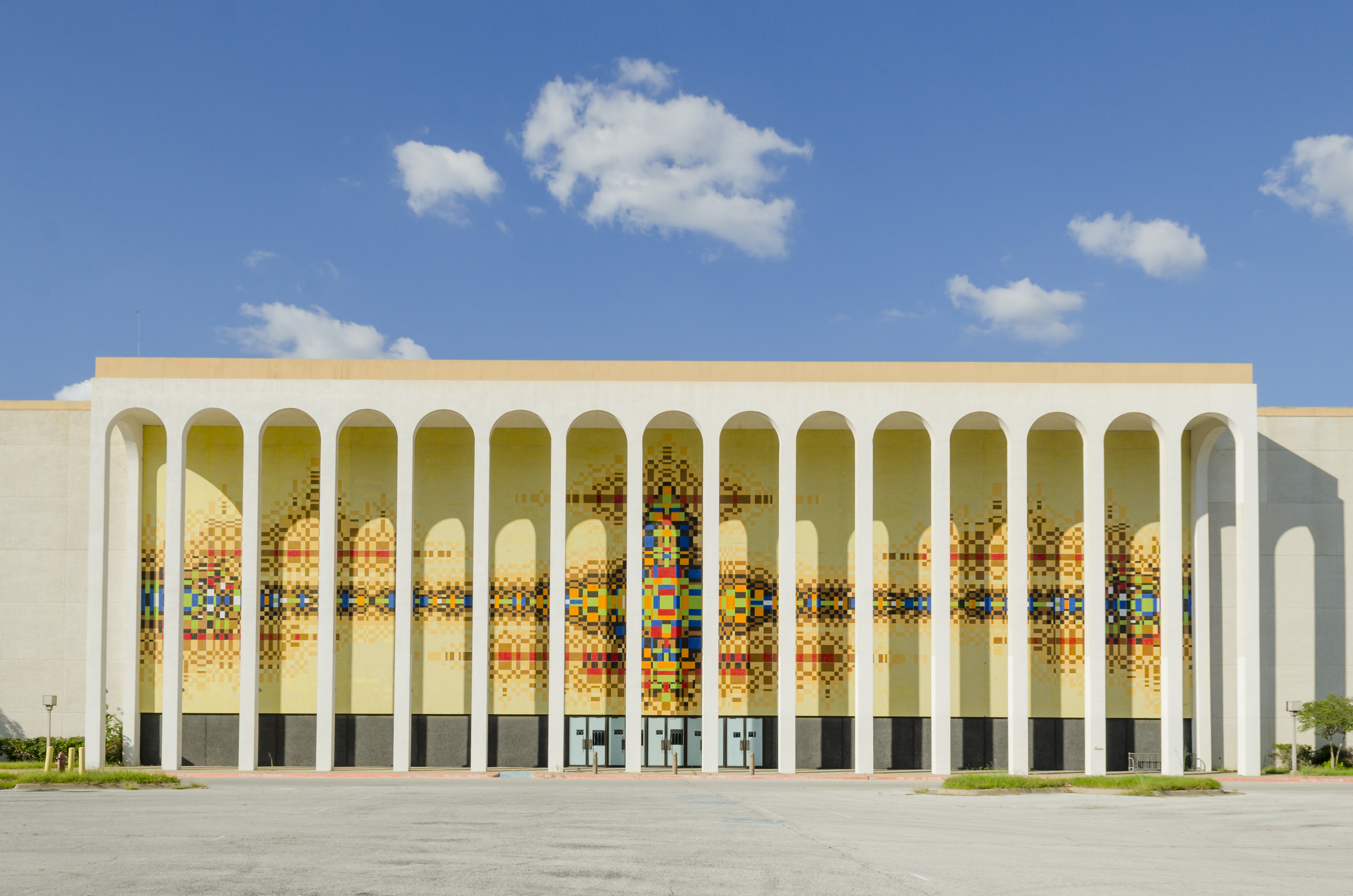
Carrelage mural fait par un artisan carreleur

Le titre d’« artisan » est reconnu de droit par la chambre de métiers aux personnes qui justifient soit de la détention d'un titre certifié dans le métier exercé (CAP par exemple) ou d'un diplôme équivalent de niveau 3, soit de trois années d'expérience professionnelle comme chef d'entreprise. La qualité d'« artisan » est attribuée dans les mêmes conditions de diplôme ou de titre, et selon les mêmes modalités, aux conjoints collaborateurs, aux conjoints associés et aux associés prenant part habituellement à l'activité de l'entreprise, même s'ils n'ont pas de qualification. Ce titre donne le droit d'utiliser le logo « Artisan ».
L'« artisan d'art » exerce un métier de l'artisanat d'art dans la liste des 281 métiers d'art, fixée par l'arrêté du 24 décembre 2015, et justifie comme l'artisan, soit d'un certificat d'aptitude professionnelle, d'un diplôme ou titre de niveau équivalent ou supérieur délivré pour le métier considéré, soit trois années d'immatriculation au répertoire des métiers dans le métier d'artisanat d'art considéré, et en faire la demande. Ce titre donne le droit d'utiliser le logo « Artisan en métier d'art ».

### Maitre artisan et Maitre artisan d'art
Le titre de « maître artisan » et celui de « maitre artisan en métier d'art » (article 3 de l’arrêté du 12 décembre 2003) sont attribués par la Chambre de Métiers et de l'Artisanat aux personnes titulaires du brevet de maîtrise ou d'un diplôme équivalent de niveau 4 dans le métier concerné ou après 2 ans de pratique professionnelle dans le métier. Les titres peuvent être attribués par la commission régionale des qualifications aux personnes immatriculées au répertoire des métiers. Le titre de « maître artisan » est également attribué par la commission régionale des qualifications aux personnes immatriculées au répertoire des métiers depuis au moins dix ans et qui n'ont pas de diplôme, mais qui justifient d'un savoir-faire reconnu au titre de la promotion de l'artisanat. Ce titre donne le droit d'utiliser le logo « Maître artisan ».
Le titre de « maître artisan en métier d'art » est attribué par la commission régionale des qualifications aux personnes immatriculées au répertoire des métiers depuis au moins dix ans et qui justifient d'un savoir-faire reconnu au titre de la promotion de l'artisanat. Ce titre donne le droit d'utiliser le logo « Maître artisan en métier d'art ».
Depuis le 1er juin 2017, les personnes qui sont immatriculées au répertoire des métiers pour une activité de fabrication de plats à consommer sur place, qui ont la qualité d’artisan et qui proposent des plats « fait maison peuvent également se prévaloir de la qualité d’artisan cuisinier.

## Risques, Santé, Retraite
Certains artisans sont exposés à des risques de santé particuliers (manipulation de charges lourdes, inhalation de poussières ou vapeur toxiques, manipulation de produits toxiques... notamment dans le bâtiment, le travail du bois, de la pierre, etc.
En France, en 2011 un institut consacré aux questions de santé des artisans du bâtiment a été ouvert en associant la CAPEB (Confédération de l'artisanat et des petites entreprises du bâtiment) et de la CNATP (Chambre nationale des artisans des travaux publics) qui avaient créé en 2007 Iris-ST
(Institut de recherche et d’innovation sur la santé et la sécurité au travail) (association loi de 1901).
Les artisans bénéficient d'un système de sécurité sociale et de retraite spécifique, distinct de celui des salariés ou des professions libérales. Les artisans en France sont affiliés à la Sécurité Sociale des Indépendants (SSI), et cotisent à la caisse des retraites des artisans (CRA).

### Médias
- Documents vidéos: 60 portraits d'artisans.